# Camí de Muntanya Sa Torre-Es Teix

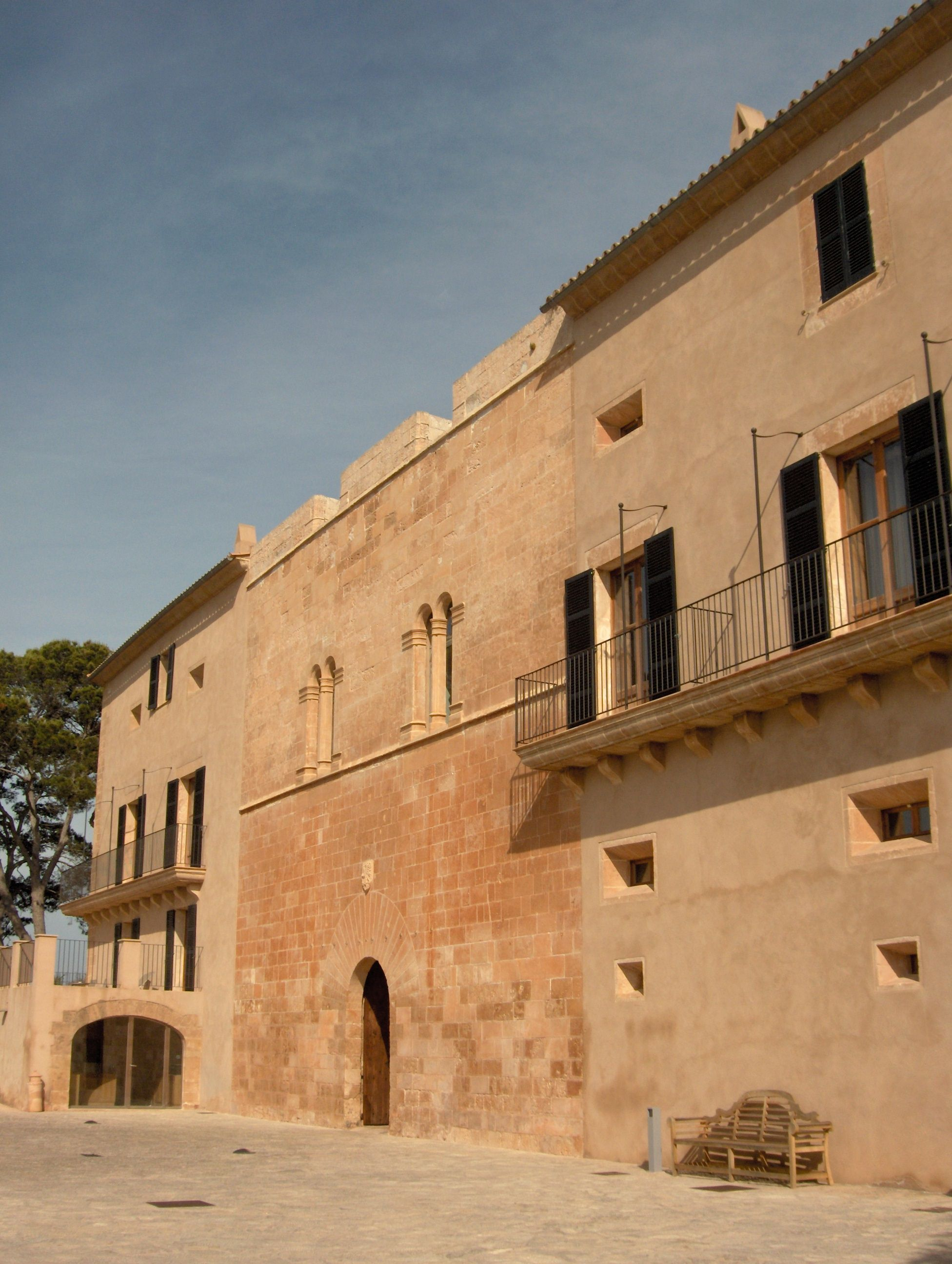
Possessió de Sa Torre a Llucmajor situada a un cap del camí.

El Camí de Muntanya Sa Torre-Es Teix és un antic camí ramader de Mallorca emprat per a la transhumància de ramats d'ovelles i cabres entre la possessió de Sa Torre, situada al municipi de Llucmajor, al migjorn de l'illa, i la possessió d'Es Teix, al municipi de Bunyola, a la Serra de Tramuntana.
Hi ha constància documental que l'any 1494 ja s'emprava per a la transhumància quan es traslladaven 1500 ovelles i 500 cabres, i deixà d'emprar-se cap al 1932, quan es traslladaven unes 500 ovelles, perquè els roters abandonaren les rotes d'Es Teix deixant de conrear-les. Actualment el camí no es pot recórrer completament, ja que fou tallat per primer cop els anys 20 del segle XX amb la construcció de l'aeròdrom de Son Bonet i posteriorment, i de manera més important, per la construcció els anys 60 de l'aeroport de Son Sant Joan. Resten segments curts que conserven el nom, alguns transformats en carrers de poblacions que travessa; tanmateix d'altres trams foren tancats pels propietaris de les finques per on passava i d'altres tallats o incorporats a vies de circulació més importants. Malgrat la importància que tingué durant més de quatre segles, aquests fets han provocat que en l'actualitat hagi perdut la seva unitat i gairebé ningú recordi l'origen del seu nom ni el seu traçat.

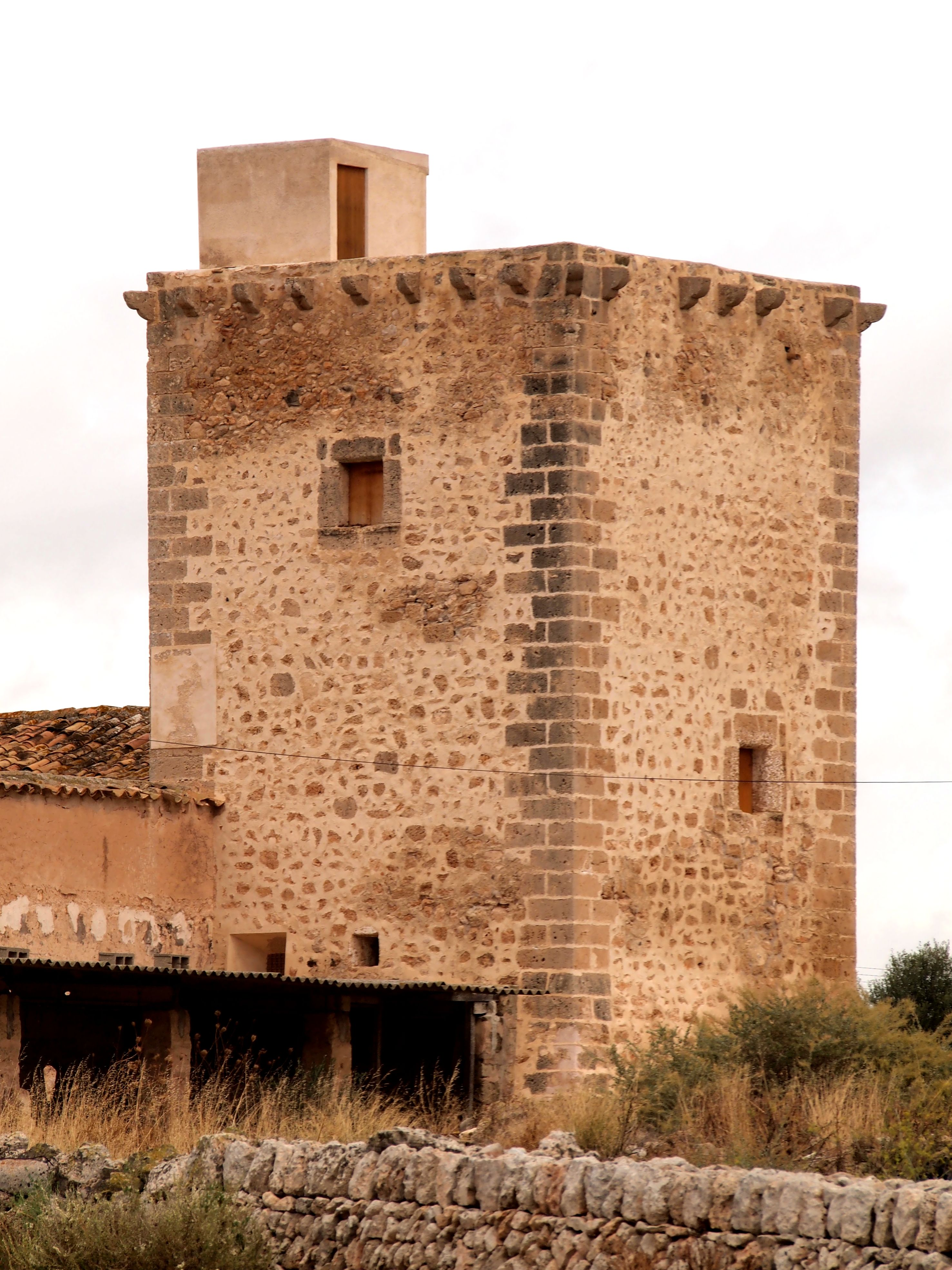
Torre de Son Oms situada a la vora del Camí de Muntanya al seu pas pel Pla de Sant Jordi

El recorregut començava a la possessió de Sa Torre, situada en una zona seca de la marina de Llucmajor, on hivernaven els ramats d'ovelles i, en menor quantitat, de cabres; continuava per les possessions llucmajoreres de Puigderrós de Dalt, Son Granada i Son Verí, en les quals el camí està actualment tancat; continuava per les actuals poblacions del municipi de Palma S'Arenal i Es Pil·larí (un carrer conserva el nom); després passava per les possessions de Son Sunyer i Son Oms (en aquest tram el camí conserva el nom); creuava les actuals pistes de l'aeroport de Son Sant Joan, i passava per la possessió de Son Santjoan (es manté el nom en aquest tram); continuant per la població de Son Ferriol (un carrer conserva el nom i comparteix numeració amb el carrer d'Es Pil·larí) i entrava en el municipi de Marratxí, amb el mateix nom, travessant la població del Pla de na Tesa on el carrer principal conserva el nom; seguia per les actuals pistes de l'aeròdrom de Son Bonet i travessava l'actual polígon industrial de Marratxí on es conserva el nom, continuant amb el mateix nom per les possessions de Son Daviu i Cas Capellers; després entrava al municipi de Bunyola, on es perd el nom, passant per les possessions de Son Pisà, Caubet Nou i Alfàbia; i pujava pel Coll de Sóller fins a les cases de la possessió d'Es Teix, sota el puig des Teix, on els ramats disposaven durant l'estiu de pastures.